# 阿尔赫斯
阿尔赫斯，是西班牙卡斯蒂利亚-拉曼恰托莱多省的一个市镇。总面积24平方公里，总人口2896人（2001年），人口密度121人/平方公里。